# 郭郛
郭郛，山西忻州人，明朝政治人物。舉人出身。
永樂六年，戊子科山西鄉試中舉，后任知縣。